# Coppa Europa di skeleton 2012
La Coppa Europa di skeleton 2012 è stata l'edizione 2011/2012 del circuito continentale europeo dello skeleton, manifestazione organizzata dalla Federazione Internazionale di Bob e Skeleton; è iniziata il 25 novembre 2011 a Schönau am Königssee, in Germania, e si è conclusa il 15 gennaio 2012 a Winterberg, sempre in Germania. Vennero disputate sedici gare: otto per le donne e altrettante per gli uomini in quattro differenti località.
Vincitori dei trofei, conferiti agli atleti classificatisi per primi nel circuito, sono stati la tedesca Tina Hermann nel singolo femminile e il connazionale David Lingmann in quello maschile.

## Calendario
| Località             | Data                | Donne | Uomini |
| -------------------- | ------------------- | ----- | ------ |
| Schönau am Königssee | 25-26 novembre 2011 | ●●    | ●●     |
| Altenberg            | 9-10 dicembre 2011  | ●●    | ●●     |
| Innsbruck            | 7-8 gennaio 2012    | ●●    | ●●     |
| Winterberg           | 14–15 gennaio 2012  | ●●    | ●●     |
| Totale               | Totale              | 8     | 8      |

## Risultati

### Donne
| Data             | Località             | Prime classificate           | Seconde classificate             | Terze classificate                               |
| ---------------- | -------------------- | ---------------------------- | -------------------------------- | ------------------------------------------------ |
| 25 novembre 2011 | Schönau am Königssee | Emma Lincoln-Smith Australia | Lucy Katherine Chaffer Australia | Tina Hermann Germania                            |
| 26 novembre 2011 | Schönau am Königssee | Emma Lincoln-Smith Australia | Lucy Katherine Chaffer Australia | Lena Joch Germania                               |
| 9 dicembre 2011  | Altenberg            | Lena Joch Germania           | Tina Hermann Germania            | Sarah Sartor Germania                            |
| 10 dicembre 2011 | Altenberg            | Tina Hermann Germania        | Lena Joch Germania               | Micaela Widmer Canada                            |
| 7 gennaio 2012   | Innsbruck            | Rose McGrandle Regno Unito   | Sophia Griebel Germania          | Cassie Hawrysh Canada                            |
| 8 gennaio 2012   | Innsbruck            | Kim Meylemans Germania       | Elizabeth Yarnold Regno Unito    | Sophia Griebel Germania e Laura Deas Regno Unito |
| 14 gennaio 2012  | Winterberg           | Rose McGrandle Regno Unito   | Cassie Hawrysh Canada            | Melissa Hoar Australia                           |
| 15 gennaio 2012  | Winterberg           | Cassie Hawrysh Canada        | Sophia Griebel Germania          | Svetlana Vasil'eva Russia                        |

### Uomini
| Data             | Località             | Primi classificati                 | Secondi classificati          | Terzi classificati              |
| ---------------- | -------------------- | ---------------------------------- | ----------------------------- | ------------------------------- |
| 25 novembre 2011 | Schönau am Königssee | David Lingmann Germania            | Maximilian Grassl Germania    | Dave Greszczyszyn Canada        |
| 26 novembre 2011 | Schönau am Königssee | David Lingmann Germania            | Maximilian Grassl Germania    | Brad Stewart Stati Uniti        |
| 9 dicembre 2011  | Altenberg            | Maximilian Grassl Germania         | David Lingmann Germania       | Pavel Čuyko Russia              |
| 10 dicembre 2011 | Altenberg            | Dave Greszczyszyn Canada           | David Lingmann Germania       | Daniel Lingenauber Germania     |
| 7 gennaio 2012   | Innsbruck            | David Lingmann Germania            | Dave Greszczyszyn Canada      | Paul Fraser Canada              |
| 8 gennaio 2012   | Innsbruck            | Ed Smith Regno Unito               | Paul Fraser Canada            | David Michael Swift Regno Unito |
| 14 gennaio 2012  | Winterberg           | Dave Greszczyszyn Canada           | Christopher Grotheer Germania | Dorin Dumitru Velicu Romania    |
| 15 gennaio 2012  | Winterberg           | Dominic Edward Parsons Regno Unito | Christopher Grotheer Germania | David Lingmann Germania         |

## Classifiche

### Donne
| Pos. | Nome atleta      | Nazione     | KÖN-1 | KÖN-2 | ALT-1 | ALT-2 | INN-1 | INN-2 | WIN-1 | WIN-2 | Punti |
| ---- | ---------------- | ----------- | ----- | ----- | ----- | ----- | ----- | ----- | ----- | ----- | ----- |
| 1    | Tina Hermann     | Germania    | 3     | 4     | 2     | 1     | 10    | 5     | 4     | 7     | 410   |
| 2    | Lena Joch        | Germania    | 4     | 3     | 1     | 2     | 20    | 12    | 5     | 9     | 364   |
| 3    | Robynne Thompson | Canada      | 8     | 8     | 5     | 5     | 5     | 10    | 9     | 8     | 309   |
| 4    | Sarah Sartor     | Germania    | 6     | 5     | 3     | 4     | -     | -     | 11    | 11    | 250   |
| 5    | Laura Deas       | Regno Unito | 16    | 12    | 6     | DSQ   | 10    | 3     | 10    | 9     | 241   |
| 6    | Rose McGrandle   | Regno Unito | -     | -     | -     | -     | 1     | 7     | 1     | 4     | 238   |
| 7    | Cassie Hawrysh   | Canada      | -     | -     | -     | -     | 3     | 6     | 2     | 1     | 235   |
| 8    | Takako Omukai    | Giappone    | 13    | 10    | 10    | 9     | 15    | 11    | 14    | 13    | 226   |
| 9    | Sophia Griebel   | Germania    | -     | -     | -     | -     | 2     | 3     | 8     | 2     | 221   |
| 10   | Kim Meylemans    | Germania    | -     | -     | 7     | 6     | 7     | 1     | -     | -     | 191   |

### Uomini
| Pos. | Nome atleta          | Nazione     | KÖN-1 | KÖN-2 | ALT-1 | ALT-2 | INN-1 | INN-2 | WIN-1 | WIN-2 | Punti |
| ---- | -------------------- | ----------- | ----- | ----- | ----- | ----- | ----- | ----- | ----- | ----- | ----- |
| 1    | David Lingmann       | Germania    | 1     | 1     | 2     | 2     | 1     | 7     | 5     | 3     | 493   |
| 2    | Dave Greszczyszyn    | Canada      | 3     | 5     | 4     | 1     | 2     | 5     | 1     | 4     | 460   |
| 3    | Maximilian Grassl    | Germania    | 2     | 2     | 1     | 14    | 7     | 6     | 10    | 11    | 369   |
| 4    | Paul Fraser          | Canada      | 10    | 12    | 7     | 4     | 4     | 2     | 5     | 7     | 342   |
| 5    | Axel Jungk           | Germania    | 5     | 10    | 5     | 5     | 11    | 9     | 6     | 6     | 311   |
| 6    | Pavel Čuyko          | Russia      | 8     | 4     | 3     | 6     | 10    | 11    | 15    | 14    | 289   |
| 7    | Dorin Dumitru Velicu | Romania     | 16    | 15    | -     | -     | 9     | 4     | 3     | 9     | 215   |
| 8    | Christopher Grotheer | Germania    | -     | -     | -     | -     | 4     | 10    | 2     | 2     | 212   |
| 9    | Ed Smith             | Regno Unito | -     | -     | -     | -     | 4     | 1     | 7     | 5     | 208   |
| 10   | Hiroyuki Bamba       | Giappone    | 13    | 18    | 15    | 12    | 22    | 14    | 12    | 12    | 181   |